# Messerschmitt Me 264

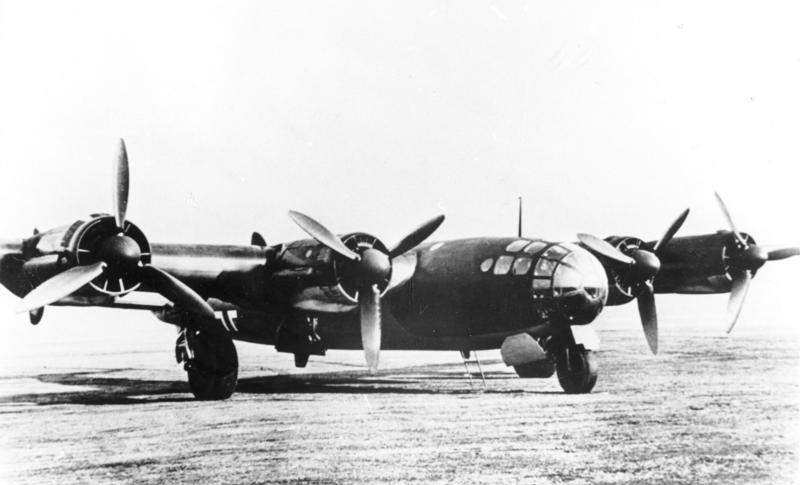
Messerschmitt Me 264 V1.

Messerschmitt Me 264 var ett tyskt bombflygplan som flög för första gången den 23 december 1942 och byggdes endast i ett exemplar. Flygplanet flög totalt 47 gånger och den sista flygningen skedde den 26 juni 1944. Det totalförstördes i juli 1944 av allierade bombplan. Flygplanet var framtaget för att kunna nå New York med sin bomblast. Den var utrustad med fyra propellermotorer och en glasnos.